# معركة فيلوميليون
تألفت معركة فيلوميليون (المسمى باللاتينية فيلوميليون - آق شهير حاليًا) عام 1116 من سلسلة من الاشتباكات على مدى عدة أيام بين جيش استكشافي بيزنطي بقيادة الإمبراطور ألكسيوس الأول كومنينوس وقوات دولة سلاجقة الروم بقيادة السلطان ملك شاه. لقد حدثت في سياق الحروب السلجوقية البيزنطية. هاجمت القوات السلجوقية الجيش البيزنطي عدة مرات دون جدوى. بعد أن تكبد خسائر في جيشه أثناء هذه الهجمات، رفع مالك شاه دعوى من أجل السلام.

## خلفية
بعد نجاح الحملة الصليبية الأولى، استعادت القوات المسلحة البيزنطية، بقيادة يوحنا دوكاس الميغاس دوكس، ساحل بحر إيجة وجزء كبير من المناطق الداخلية من غرب الأناضول. ومع ذلك، بعد فشل الحملة الصليبية عام 1101، استأنف السلاجقة والأتراك الداشمنديون عملياتهم الهجومية ضد البيزنطيين. بعد هزائمهم، استعاد السلاجقة بقيادة ملك شاه السيطرة على وسط الأناضول، وأعادوا توطيد دولة قابلة للحياة حول مدينة إيقونية. الإمبراطور ألكسيوس الأول كومنينوس، مسنًا ويعاني من مرض ثبت أنه عضال، لم يتمكن من منع الغارات التركية على المناطق المستعادة من الأناضول البيزنطية، على الرغم من محاولة الاستيلاء على نيقية في عام 1113 تم إحباطها من قِبل البيزنطيين. في عام 1116، تمكن ألكسيوس من الاستيلاء على الميدان شخصيًا وشارك في عمليات دفاعية في شمال غرب الأناضول. مقر جيشه في لوبيدين، وبعد ذلك في نيقوميديا، وقال أنه نجح في هزيمة مداهمة الأتراك في معركة صغيرة في بومانينون. بعد تلقي تعزيزات لجيشه، قرر ألكسيوس الانتقال إلى الهجوم.

## تقدم البيزنطيون إلى فيلوميليون

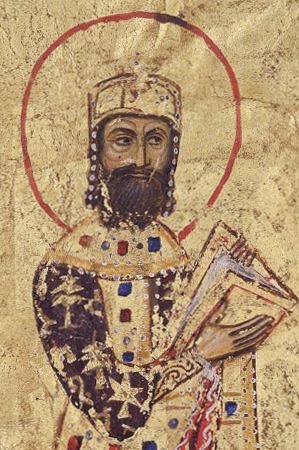
الإمبراطور ألكسيوس الأول

في حملة فيلوميليون، قاد ألكسيوس جيشًا بيزنطيًا كبيرًا في عمق الأناضول الداخلية. تشير آنا كومنينا، المصدر الأساسي للحملة، إلى أن العاصمة السلجوقية في إيقونية كانت هدف الحملة، ولكن من الواضح أن ألكسيوس تخلى عن هذه الخطة واكتفى بتقديم عرض واضح للقوة وإجلاء السكان المسيحيين الأصليين من المناطق الخاضعة للسيطرة التركية التي المناطق التي مر بها جيشه. كان على البيزنطيين استخدام تشكيل معركة جديد من ابتكار ألكسيوس، المظلات. وصفت آنا كومنينا هذا الابتكار أنه غير دقيق لدرجة أنه لا فائدة منه. ومع ذلك، من روايتها للجيش أثناء العمل، يتم الكشف عن طبيعة المظلة؛ كان تشكيلًا دفاعيًا، مربعًا مجوفًا بالأمتعة في الوسط، مشاة من الخارج وفرسان في المنتصف، حيث يمكنهم شن الهجمات. تشكيل مثالي للتعامل مع تكتيكات المعركة التركية السلسة، والتي تعتمد على هجمات الأسراب من قِبل رماة الخيول. تم استخدام تشكيل مماثل لاحقًا من قِبل ريتشارد الأول ملك إنجلترا في معركة أرسوف.
تحرك البيزنطيون عبر سانتاباريس، وأرسلوا مفارز عبر بوليبوتوس وكيدروس، وبعد تفريق المقاومة التركية، استولى على فيلوميليون بالهجوم. ثم تم إرسال مجموعات من الكشافة لتجميع السكان المسيحيين المحليين لإجلائهم إلى المناطق الخاضعة للسيطرة البيزنطية القوية.

## المعركة
أدرك ألكسيوس أن جيشًا سلجوقيًا كبيرًا كان يقترب من الشمال وبدأ انسحابه إلى أراضيه. استأنف جيشه تشكيله الدفاعي مع المدنيين المصاحبين للأمتعة في الوسط. كان الأتراك، تحت قيادة ضابط يدعى منالوغ، محيرًا في البداية من التشكيل البيزنطي ولم يهاجموا بأي نشاط. ومع ذلك، في اليوم التالي وصل السلطان ملك شاه وتعرض البيزنطيون لهجوم شديد. شن الأتراك هجومًا متزامنًا على طليعة ومؤخرة الجيش البيزنطي. قام سلاح الفرسان البيزنطي بهجومين مضادين، يبدو أن الأول لم ينجح. كان الهجوم المضاد الآخر أكثر حظًا، بقيادة نيكيفوروس برينوس الأصغر (زوج آنا كومنينا وصهر ألكسيوس) زعيم الجناح الأيمن البيزنطي، فقد كسر ذلك الجزء من القوة التركية بقيادة السلطان شخصيًا، والذي ثم تحولت إلى رحلة. ملك شاه نجا بصعوبة من القبض عليه. ثم شن السلاجقة هجومًا ليليًا، لكن التصرفات البيزنطية أحبطتهم مرة أخرى. في اليوم التالي هاجم ملك شاه مرة أخرى، وحاصرت قواته الجيش البيزنطي بالكامل من جميع الجهات. مرة أخرى، صُدم الأتراك بالخسارة، ولم يحققوا شيئًا. في اليوم التالي أرسل ملك شاه إلى ألكسيوس بمقترحات من أجل السلام.

## ما بعد المعركة
التقى ألكسيوس وملك شاه، وألقى ألكسيوس عباءته الباهظة الثمن حول أكتاف السلطان. تم التوصل إلى سلام يتضمن تعهد ملك شاه بوقف الغارات التركية واعتراف السلطان ببعض الاعتماد، النظري إلى حد كبير، على الإمبراطور البيزنطي. تسجل آنا كومنينا أن معاهدة السلام تضمنت تعهد مالك شاه بإخلاء الأناضول، لكن هذا غير مرجح إلى أقصى حد ويجب أن يمثل مبالغة من جانبها. كانت الحملة رائعة للمستوى العالي من الانضباط الذي أظهره الجيش البيزنطي. أظهر ألكسيوس أنه يستطيع زحف جيشه مع الإفلات من العقاب عبر الأراضي التي تسيطر عليها تركيا. العكس الذي عانى منه ملك شاه في فيلوميليون وما ترتب على ذلك من فقدان هيبته ربما ساهم في زواله حيث سرعان ما تم خلعه وتعميمه وقتله في النهاية على يد شقيقه مسعود. كان موت ألكسيوس عام 1118 يعني أن طموح إعادة احتلال كل آسيا الصغرى تُرك لابنه يوحنا الثاني كومنين البالغ من العمر 31 عامًا.